# 台湾光復節
台湾光復節（たいわんこうふくせつ、繁: 臺灣光復節）は、中華民国の節日の1つであり、毎年10月25日に設定されている。1945年（民国34年）10月25日に、台湾が日本から中華民国に復帰（台湾光復）したことを記念するものである。

## 沿革
1945年10月25日、台北公会堂（現：中山堂）において「中国戦区台湾省受降式典」が挙行され、台湾は日本（台湾総督府）から中華民国（台湾省行政長官公署）に移管された。
光復1周年を前にした1946年（民国35年）10月18日、台湾省行政長官公署は命令を公布し、受降式典が挙行された10月25日を台湾光復節に定め、祝日（休暇を伴う日）とした。
陳水扁政権下の2000年（民国89年）12月30日、内政部は「紀念日・節日実施弁法」を改正し、台湾光復節を含む多くの節日が祝日ではなくなった。
2025年（民国114年）5月9日、「紀念日・節日実施条例」案が立法院を通過した。同条例では、従来の台湾光復節と、1949年（民国38年）10月25日に勃発した古寧頭戦役での勝利記念を合わせた台湾光復・金門大捷紀念日（繁: 臺灣光復暨金門古寧頭大捷紀念日）が定められており、10月25日が再び祝日となることが決定した。